# Bakó Gábor (fotográfus)
Bakó Gábor (Budapest, 1984. augusztus 14. –) fotográfus, légifényképész, természetvédelmi szakember.

## Pályafutása
A Szent István Egyetemen tanult, majd a doktori képzésben a vegetáció légi felmérési lehetőségeit kutatta az egyetem Növénytani és Ökofiziológiai Intézetében. 2009 óta társvezetője az ország egyik legjelentősebb repülőgépes felmérő csoportjának, az Interspect Kft.-nek, amely egy kutatóintézeti alosztályból indult.
Számos szakkönyv szerzője, repülőgépes mérőműszerek kidolgozásában és felmérési módszerek tökéletesítésében vesz részt 2006 óta. A Környezetvédelmi és Vízgazdálkodási Kutató Intézetben kezdte pályafutását légi fényképészként és a felvételek kiértékelését végző munkatársként. Azóta több, mint száz felszállást teljesített mérőkamera operátorként, és még több légi felmérési anyag kiértékelését vezényelte le, így nem csupán oktatja a tevékenységet, de tisztában van a szakterület elvárásaival, sajátosságaival és tendenciáival. Szaklektori és tanácsadói tevékenysége mellett külső konzulensi tevékenysége során több, mint 20 hallgatója diplomázott különböző egyetemeken és további 17-en teljesítették az Interspect Csoportnál szakmai gyakorlatukat. 2011 óta a Remote Sensing Technologies & GIS szakfolyóirat főszerkesztője. A folyóirat az Eötvös Loránd Tudományegyetem és a Szent István Egyetem közös kiadásában indult, 2015-től open access szakfolyóiratként működik.
2015-től az Aerial Cartographic & Remote Sensing Association társelnöke. Cikkeiben elsősorban a természetes felszínek megőrzésének, rezervátumok kialakításának fontosságát emeli ki. 2012-ben őshonos fafajokat érintő génmegőrző erdőtelepítést kezdeményez, hogy felhívja a figyelmet a táj alapú környezetvédelem fontosságára. Légi és űrfelvételezéssel kapcsolatos munkái is elsősorban a földfelszín változásának megfigyelési, adatrögzítési és kiértékelési lehetőségeiről szólnak.

## Munkássága
2004-től a történelmi ismeretterjesztő filmeket készítő Csepel-sziget Stúdió társvezetője. 2010-ben szerzi meg környezetmérnöki diplomáját a Szent István Egyetemen. 2006-2009 között a Környezetvédelmi és Vízgazdálkodási Kutató Intézet Távérzékelési Osztályán légifényképész, légifelvétel elemző és K+F résztéma vezető. 2009-2010-ben a Földmérési és Távérzékelési Intézet Környezetvédelmi Távérzékelési osztályán gyakornok, majd 2009-től az 1976-ban alakult vízügyi és környezetvédelmi légi felmérő szervezet, az utolsó húsz évben ARGOS néven működő intézeti csoport céggé formálásával, Molnár Zsolttal és Eiselt Zoltánnal megalapítják az Interspect Csoportot. 2011-től az Eötvös Loránd Tudományegyetem és a Szent István egyetem közös kiadásában megjelenő Távérzékelési Technológiák és Térinformatika szakfolyóirat főszerkesztője, majd 2015-től az elsősorban olasz és angol kollégák kezdeményezésére létrejött Aerial cartographic and Remote Sensing Association társelnöke.

## Fénykép megjelenések
Washington Post; World Environment; National Geographic (H) 2010. október, 2011. október; Magyar Hírlap; Boston Herald; AP Associated Press; The Record; Földgömb; Daily Caller; Philadelphia Inquier; Otago Daily Times; The Christian Science Monitor; Biodiversity Media Alliance; Digitális Fotó Magazin; Magyar Hírlap; Építésügyi Szemle 2011. október; AP Associated Press; AgroBio; Orient Press; Hírszerző; WWF online, WWF (H); Greenpeace; Greenpeace H; Origo 2012. február; Yahoo News; Newstimes; abc News International; The Spec; Napi Gazdaság; Greenprofit; Magyar Nemzet; Palm Beach Post; Bay News; ChemInfo; The Boston Globe; Road Runner.

## Kiállítások
- 2014 - Repülőgépek, helikopterek, amphibiák - Repülő szerkezetek a polgári és tudományos repülésben - Magyar Műszaki és Közlekedési Múzeum, 2014.09.12.-11.12.
- 2013 - Természet és tájportrék - Kedvenc tájaink természetközelből - Bakó Gábor és Zsoldos Csaba utazó természetfotó kiállítása.
- 2012 - Változó világunk - Földmérési és Távérzékelési Intézet 2012.03.12. - 05.12.
- 2012 - Hazai tájak felett - Tripont Galéria 2012.01.30. - 02.17.
- 2010 - Természetvédelem madártávlatból - Repülőgéppel a természet szolgálatában - Bakó Gábor és Eiselt Zoltán előadásával megnyitott kiállítás sorozat, "nem csak gimnazistáknak". - 2010. március 3. - május 15.

## Könyvek
- Bakó G. (2019): A légi térképészet története Magyarországon, Légi Térképészeti és Távérzékelési Egyesület, Budapest, keménytáblás · ISBN: 9786150044163
- Halásztelek - Helytörténet, földtan, élővilág, táj-felszín alapú változások 1-183 p. 2010, kiadja Halásztelek Város Önkormányzata
- Bakó G., Koncz P., Uzonyi Á., Csathó A., Góber E., Tóth Zs., Besnyői V. (2012): A Duna menti tölgyesek restaurációjának lehetőségei 1-106 p
- Bakó G. Zsoldos Cs. (2012): Természet- és tájportrék 1-36 p. Kiadó: Interspect Kft.
- Bakó G., Tolnai M., Laczkó M. (2014): Interpretáció gyorsan és egyszerűen - Raszteres adatokra épülő térinformatikai elemzések hidrológus, természetvédő, biológus és botanikus hallgatók számára - Egyetemi jegyzet Szent István Egyetem
- Repülőgépek, helikopterek, amphibiák - Repülő szerkezetek a polgári és tudományos repülésben - Kiállítás katalógus 1-36 p. 2014.
- Bakó G., Eiselt Z. (2006): Halásztelek környezeti állapot felmérése (Halásztelek környezeti állapotának vizsgálata 2007–2009) p. 1 - 170 {An environmental study of Halásztelek}, Szent István Egyetem, Gödöllő. Megbízó: Halásztelek Település Önkormányzata
- Licskó B., Bakó G. (2010): Víz és környezetgazdálkodási célú területfedéses légifelvételek készítési lehetőségei digitális fényképezőgépekkel és a légifelvételek értelmezésével készülő felszínborítás-térképek számítógépen történő előállítása. (2005-2010) VITUKI saját finanszírozású (belső) K+F témajelentés
- Légi fényképezés a gazdálkodásban és a közszolgáltatásban Arial Photogrammetry in Economy and Public Services - E-Government Tanulmányok XL. - tankönyv 1-126 p. 2014, Budapest, Corvinus Egyetem
- Bakó G. (2018): A légi térképészet története Magyarországon; Légi Térképészeti és Távérzékelési Egyesület, Budapest, 1-242 p.

## Tanulmányok
- Bakó Gábor 2022: Felmérési útmutató felhagyott és időszakosan használt iparvágányok adatszolgáltatásához - Műszaki Módszertani Tanulmány, KTI, Budapest
- Bakó Gábor 2015: UAV és RPAS technológia a légi távérzékelésben - elemző tanulmány, Magyar Földtani és Geofizikai Intézet, Budapest
- Licskó Béla, Bakó Gábor 2010: Víz és környezetgazdálkodási célú területfedéses légifelvételek készítési lehetőségei digitális fényképezőgépekkel és a légifelvételek értelmezésével készülő felszínborítás-térképek számítógépen történő előállítása. (2005-2010) VITUKI saját finanszírozású (belső) K+F témajelentés
- Bakó Gábor, Eiselt Zoltán 2006: Halásztelek környezeti állapotának vizsgálata 2007–2009 p. 1-170 {An environmental study of Halásztelek}, Szent István Egyetem, Gödöllő. Megbízó: Halásztelek Település Önkormányzata